# Gare de Wavre-Sainte-Catherine
Ne doit pas être confondu avec Gare de Wavre.
La gare de Wavre-Sainte-Catherine est une halte ferroviaire des lignes 25 et 27 allant de Bruxelles-Nord à Anvers-Central dans la commune belge de Wavre-Sainte-Catherine (en néerlandais : Sint-Katelijne-Waver), située en Région flamande dans la province d'Anvers.
Mise en service en 1865 par l'Administration des chemins de fer de l'État belge, elle connaît deux bâtiments en dur, le second se trouvant de l'autre côté des voies. Depuis la fermeture des guichets, elle est devenue une simple halte et a perdu son bâtiment.

## Histoire
L'Administration des chemins de fer de l'État belge met en service la « station de Wavre-Sainte-Catherine » le 30 avril 1865.
Le premier bâtiment de la gare date de 1880. Appartenant à l’éphémère plan type standard du groupe de Bruxelles-Nord, il est notamment identique à celui de la gare de Bodeghem-Saint-Martin et à ceux, disparus, des gares de Herent et Eppegem.

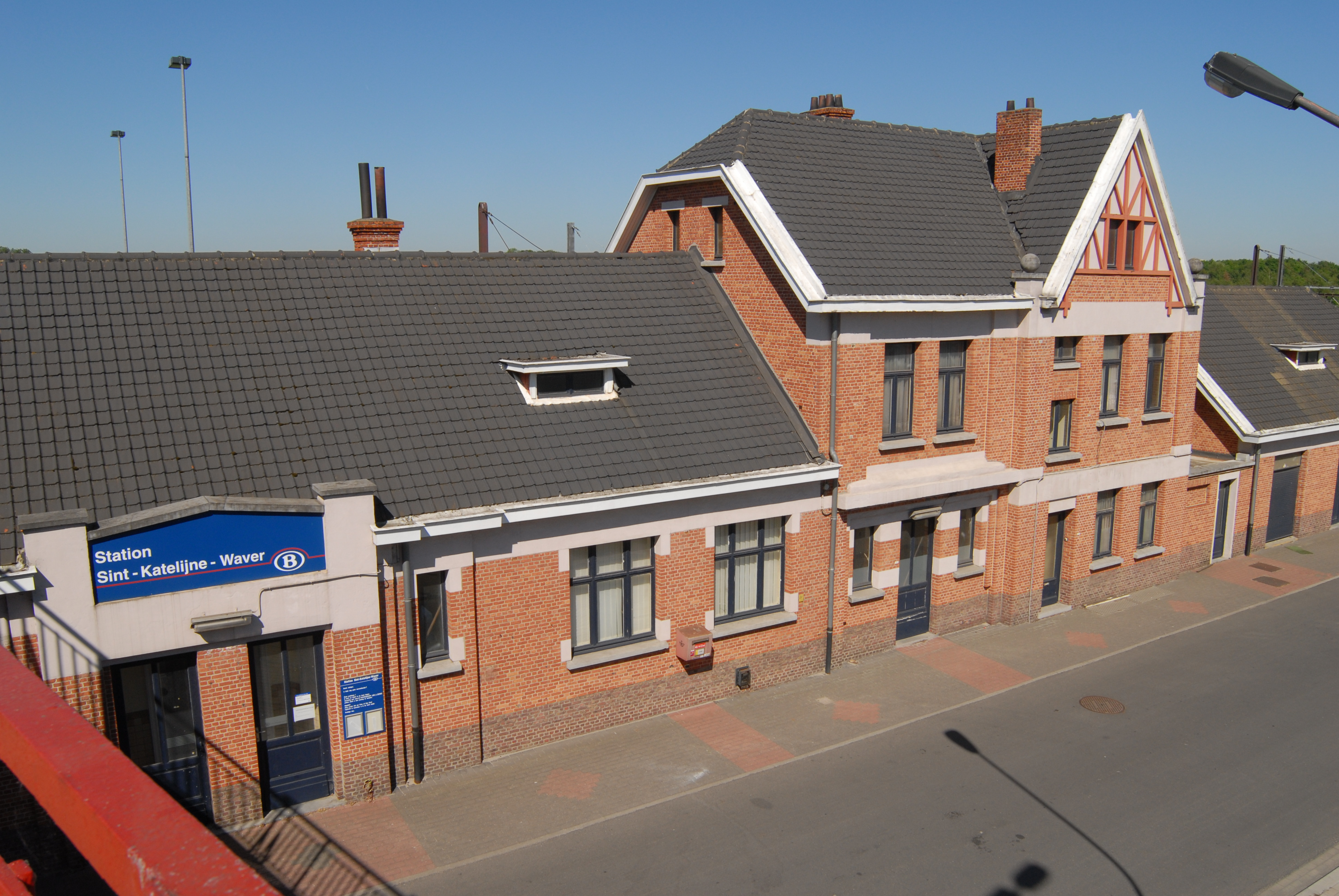
La gare en 2007, avant la démolition de son bâtiment.

Un nouveau bâtiment, conçu par l'architecte Paul Nouille, est mis en service en 1931, de l'autre côté des voies et de la route. Peu après, la ligne est mise à quatre voies et un pont arqué en béton remplace le passage à niveau. Ce bâtiment se compose de trois parties : un espace de service, un logement de fonction et des toilettes; les trois parties ont un toit à pignon. La résidence dispose de deux lucarnes ornées de colombages. Le portail est accentué par l'utilisation de formes géométriques. Un hangar à marchandises, (re)construit durant les années 1930, était autrefois utilisé pour les colis et marchandises de détail. Le hangar et la cour aux marchandises ont été désaffectés en 1962 et ont depuis disparu.
Le contexte du Minder hinder-plan du gouvernement flamand, et de la gêne occasionnée pendant les travaux sur le Ring d'Anvers, a permis à la SNCB en 2004 de doter la gare de Wavre-Sainte-Catherine de 100 places de stationnement supplémentaires.
Après la fermeture du guichet dans les années 2000, le bâtiment a servi un temps de magasin de vélos. Désaffecté, il est démoli durant l'hiver 2020-2021. Il est prévu de déplacer la piste cyclable à l'emplacement du bâtiment disparu et d'y créer un abri à vélos.

Gares et accès après la démolition du bâtiment
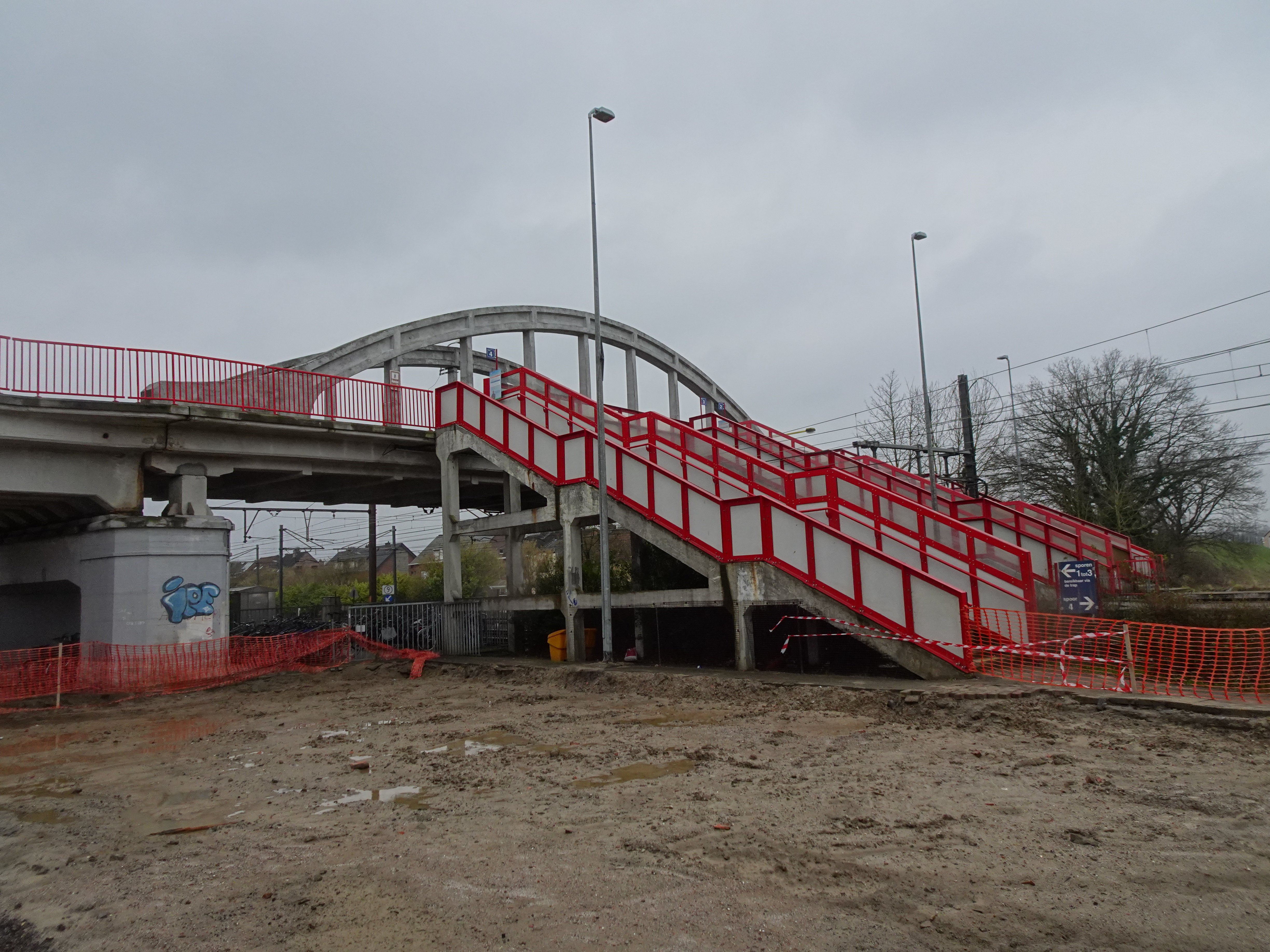
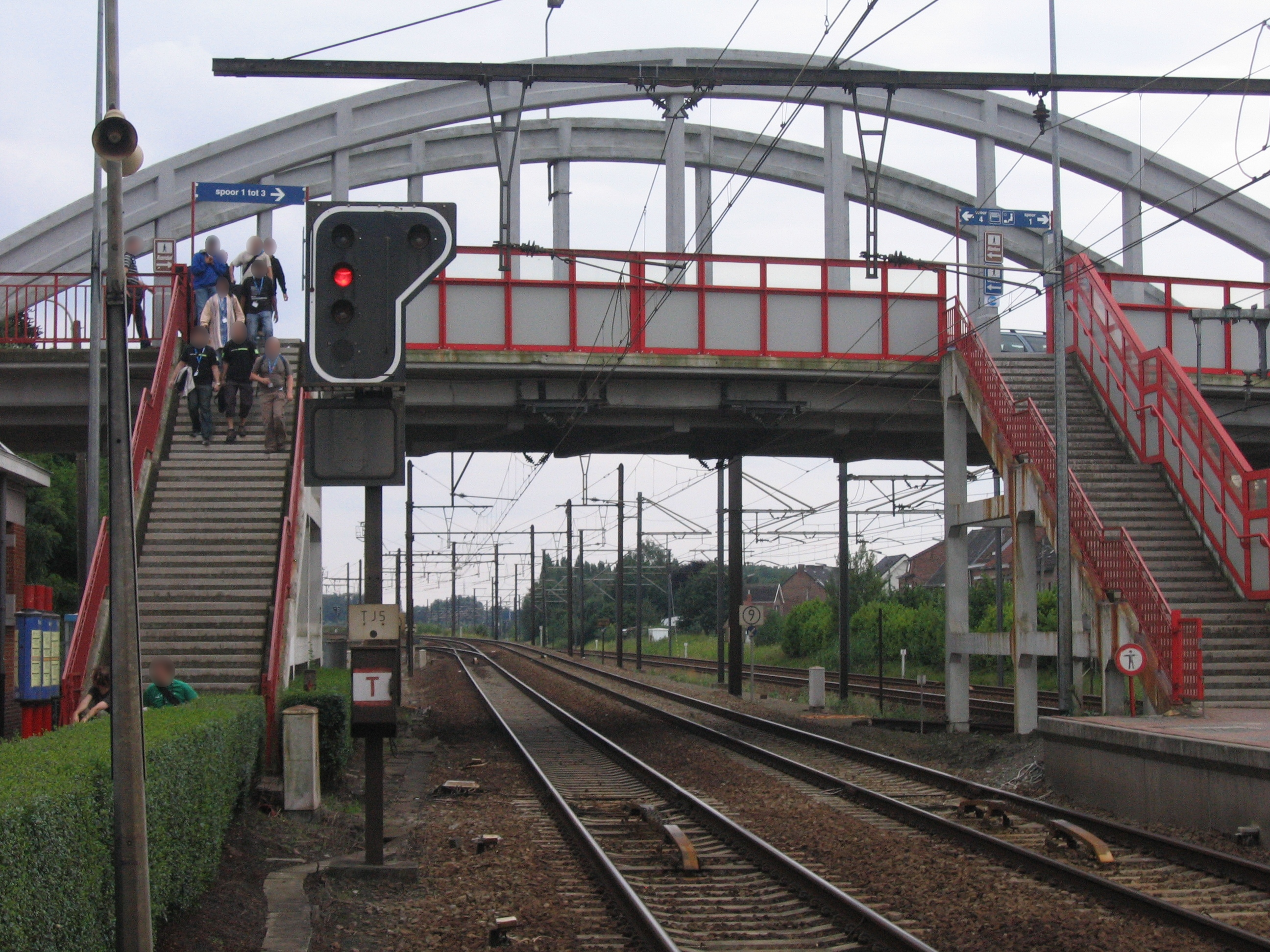
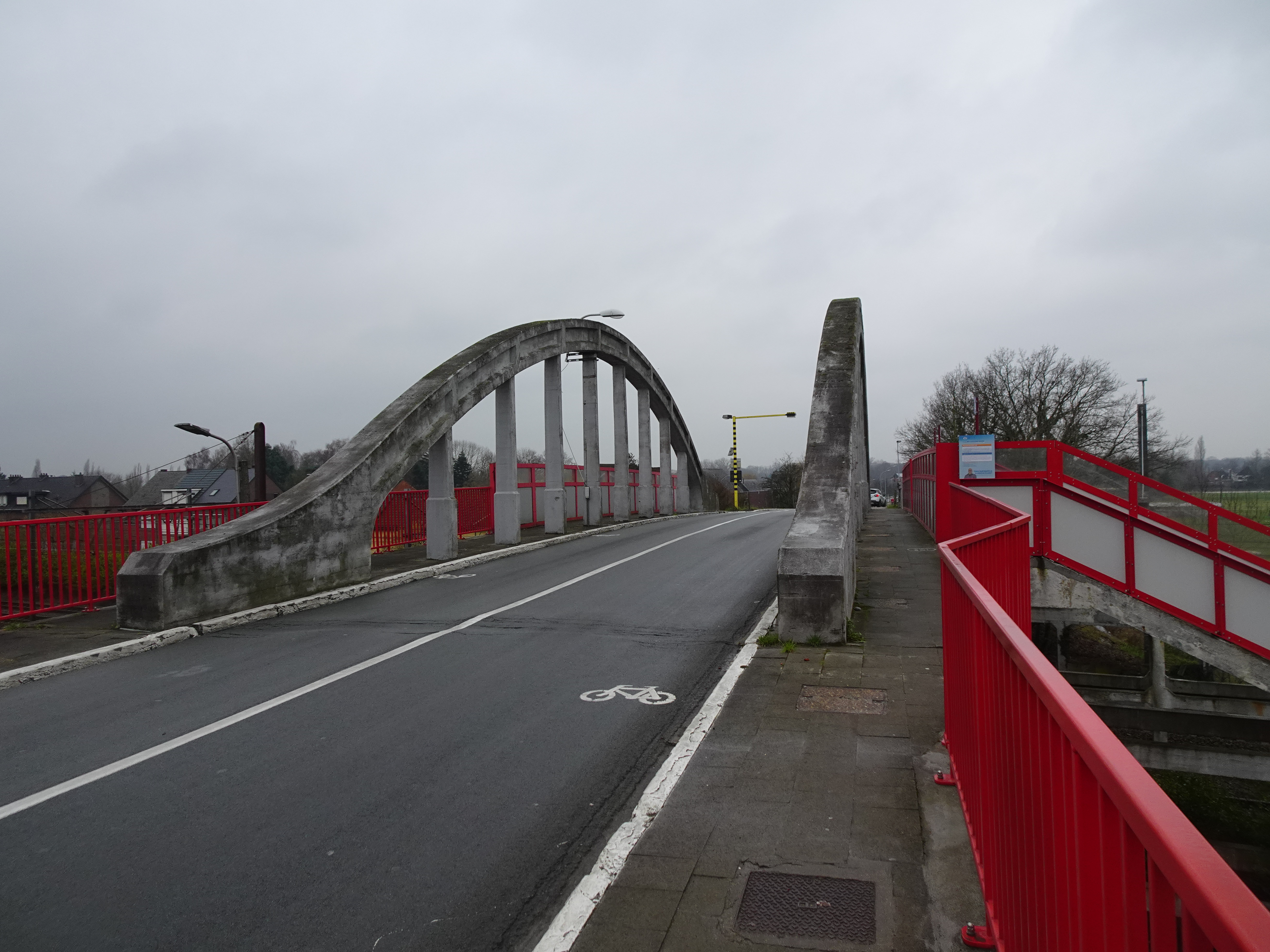

## Service des voyageurs
C’est un point d'arrêt non gardé (PANG) à accès libre. L'achat des titres de transports s'effectue à l'automate de vente voie 4.

### Desserte
Wavre-Sainte-Catherine est desservie par des trains de la ligne S1 du RER bruxellois (S1) de la SNCB circulant sur la ligne commerciale 25 (voir brochure SNCB).
Du lundi au samedi, la desserte comprend deux trains S1 par heure dans chaque sens, contre un seul le dimanche. Ils circulent d'Anvers-Central à Nivelles via Malines, Bruxelles-Nord, Bruxelles-Midi et Braine-l’Alleud.

Installations et desserte en 2021
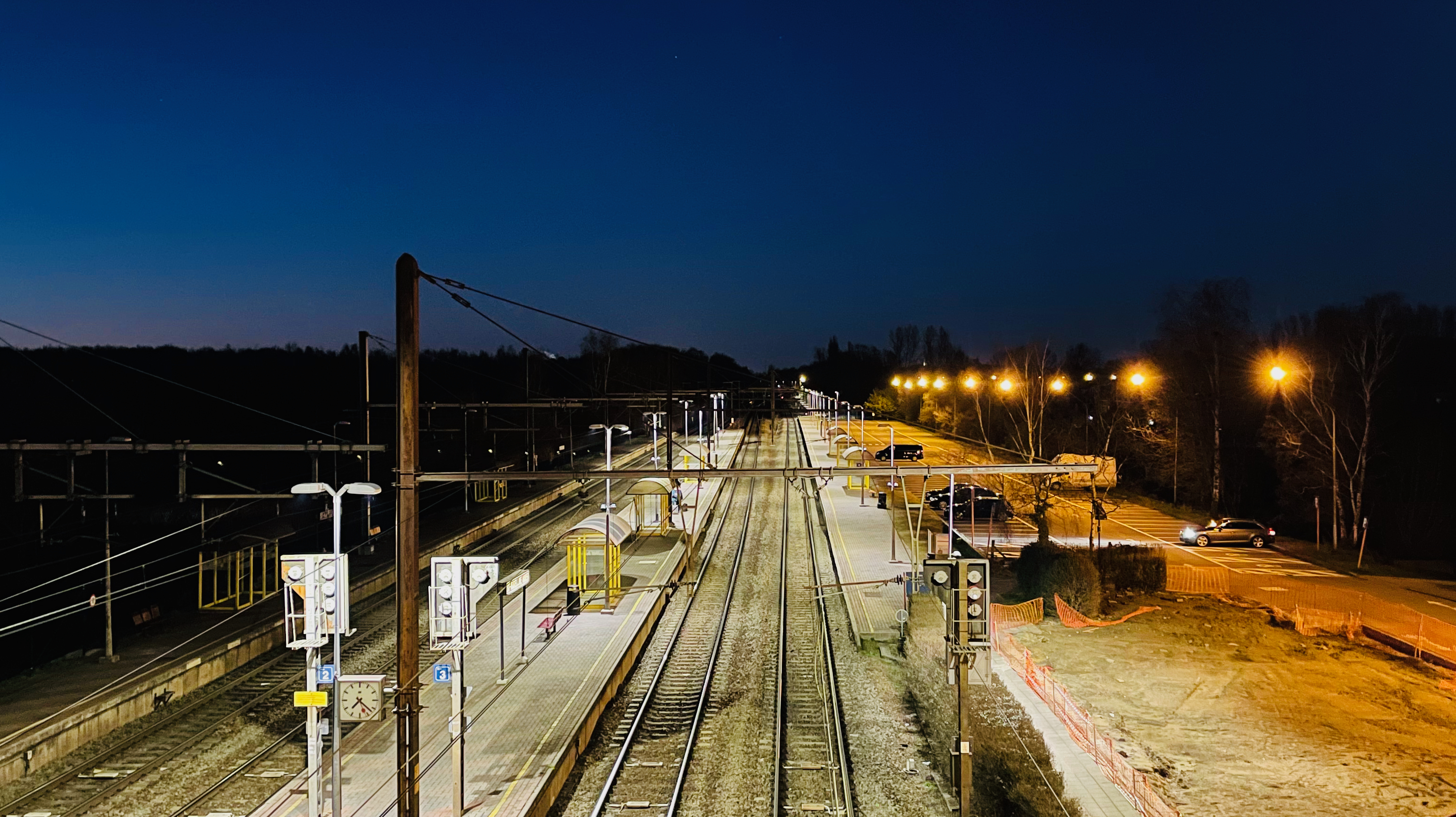
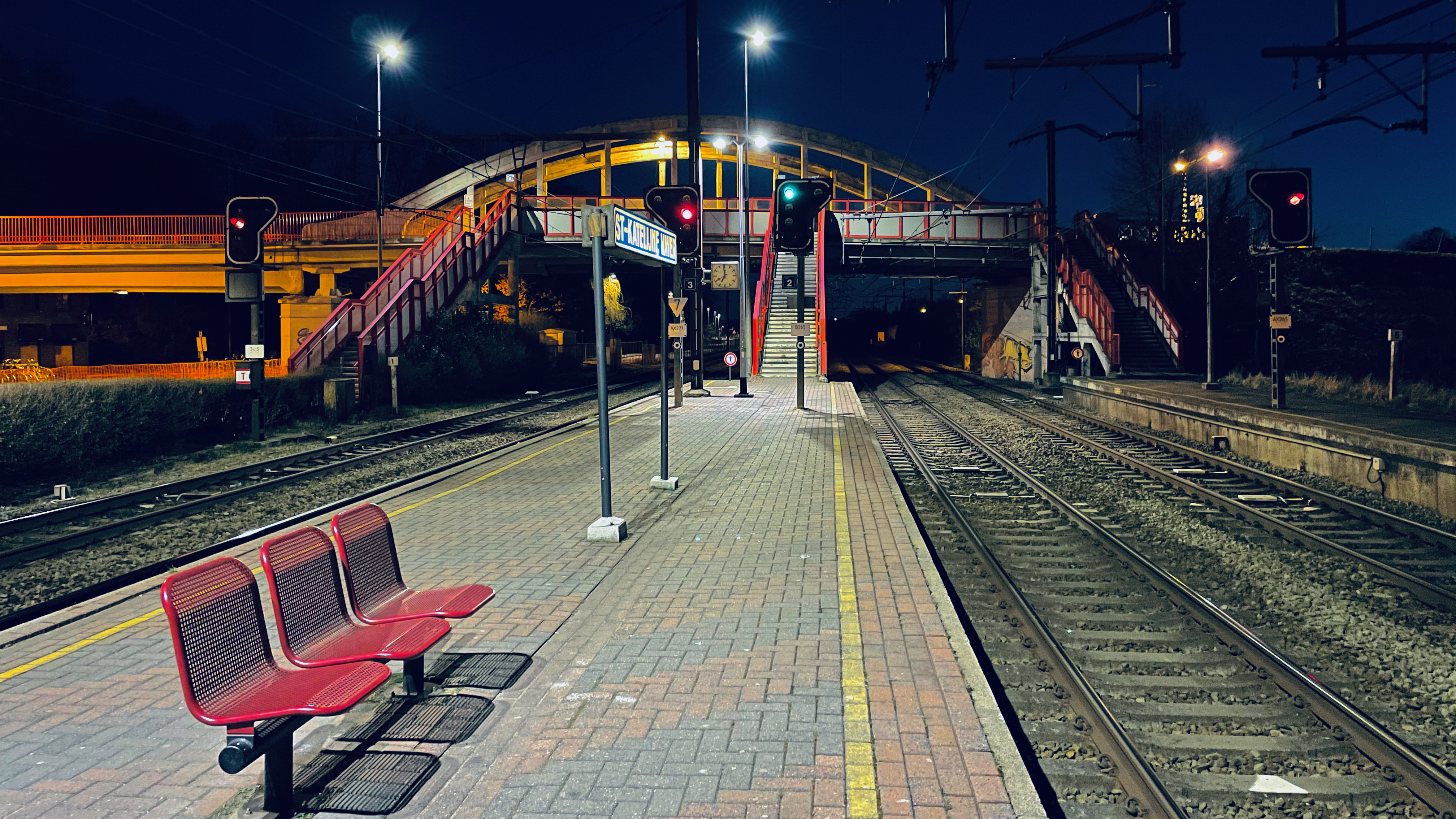
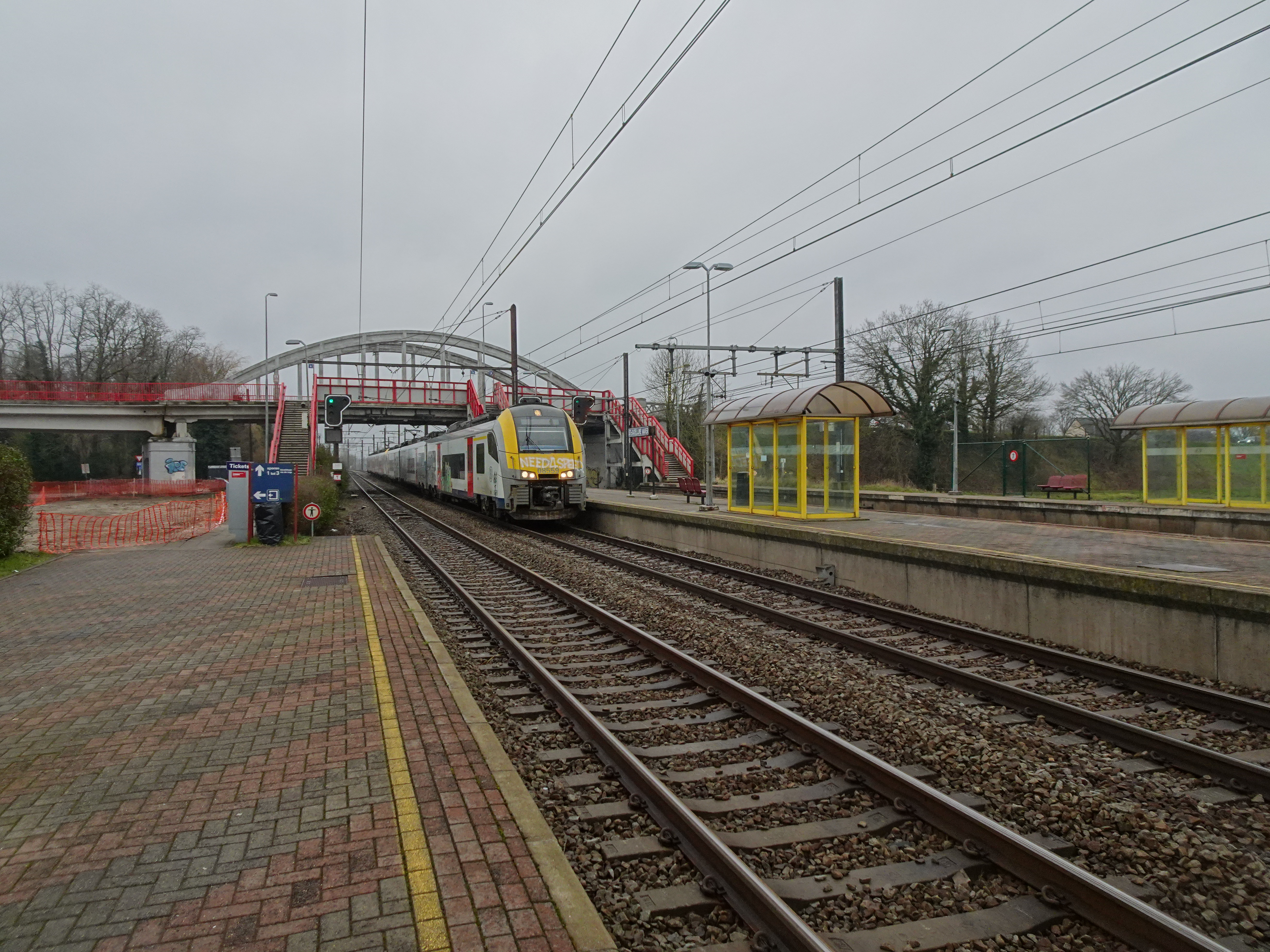

## Comptage voyageurs
Ce graphique et tableau montre le nombre de voyageurs embarquant en moyenne durant la semaine, le samedi et le dimanche.
| Nombre de passagers qui embarquent à la gare de Wavre Sainte-Catherine | Nombre de passagers qui embarquent à la gare de Wavre Sainte-Catherine | Nombre de passagers qui embarquent à la gare de Wavre Sainte-Catherine | Nombre de passagers qui embarquent à la gare de Wavre Sainte-Catherine |
|                                                                        | Semaine                                                                | Samedi                                                                 | Dimanche                                                               |
| ---------------------------------------------------------------------- | ---------------------------------------------------------------------- | ---------------------------------------------------------------------- | ---------------------------------------------------------------------- |
| 1977                                                                   | 574                                                                    | 104                                                                    | 68                                                                     |
| 1978                                                                   | 620                                                                    | 102                                                                    | 72                                                                     |
| 1979                                                                   | 642                                                                    | 143                                                                    | 83                                                                     |
| 1980                                                                   | 561                                                                    | 151                                                                    | 106                                                                    |
| 1981                                                                   | 684                                                                    | 143                                                                    | 119                                                                    |
| 1982                                                                   | 939                                                                    | 128                                                                    | 110                                                                    |
| 1983                                                                   | 1 103                                                                  | 122                                                                    | 60                                                                     |
| 1984                                                                   | 984                                                                    | 101                                                                    | 66                                                                     |
| 1985                                                                   | 1 116                                                                  | 43                                                                     | 67                                                                     |
| 1986                                                                   | 947                                                                    | 92                                                                     | 70                                                                     |
| 1987                                                                   | 948                                                                    | 95                                                                     | 100                                                                    |
| 1988                                                                   | 955                                                                    | 99                                                                     | 70                                                                     |
| 1989                                                                   | 942                                                                    | 85                                                                     | 73                                                                     |
| 1990                                                                   | 940                                                                    | 115                                                                    | 67                                                                     |
| 1991                                                                   | 947                                                                    | 94                                                                     | 80                                                                     |
| 1992                                                                   | 867                                                                    | 99                                                                     | 76                                                                     |
| 1993                                                                   | 734                                                                    | 107                                                                    | 70                                                                     |
| 1994                                                                   | 729                                                                    | 84                                                                     | 48                                                                     |
| 1995                                                                   | 597                                                                    | 85                                                                     | 77                                                                     |
| 1996                                                                   | 749                                                                    | 108                                                                    | 115                                                                    |
| 1997                                                                   | 793                                                                    | 153                                                                    | 104                                                                    |
| 1998                                                                   | 758                                                                    | 136                                                                    | 74                                                                     |
| 1999                                                                   | 647                                                                    | 137                                                                    | 72                                                                     |
| 2000                                                                   | 750                                                                    | 174                                                                    | 109                                                                    |
| 2001                                                                   | 730                                                                    | 114                                                                    | 66                                                                     |
| 2002                                                                   | 678                                                                    | 189                                                                    | 101                                                                    |
| 2003                                                                   | 729                                                                    | 143                                                                    | 107                                                                    |
| 2004                                                                   | 817                                                                    | 152                                                                    | 74                                                                     |
| 2005                                                                   | 849                                                                    | 153                                                                    | 155                                                                    |
| 2006                                                                   | 907                                                                    | 162                                                                    | 166                                                                    |
| 2007                                                                   | 941                                                                    | 166                                                                    | 154                                                                    |
| 2008                                                                   | -                                                                      | -                                                                      | -                                                                      |
| 2009                                                                   | 908                                                                    | 166                                                                    | 100                                                                    |
| 2010                                                                   | -                                                                      | -                                                                      | -                                                                      |
| 2011                                                                   | -                                                                      | -                                                                      | -                                                                      |
| 2012                                                                   | 870                                                                    | 162                                                                    | 120                                                                    |
| 2013                                                                   | 893                                                                    | 162                                                                    | 114                                                                    |
| 2014                                                                   | 951                                                                    | 122                                                                    | 141                                                                    |
| 2015                                                                   | 962                                                                    | 169                                                                    | 127                                                                    |
| 2016                                                                   | 835                                                                    | 142                                                                    | 112                                                                    |
| 2017                                                                   | 853                                                                    | 177                                                                    | 167                                                                    |
| 2018                                                                   | 860                                                                    | 210                                                                    | 148                                                                    |
| 2019                                                                   | 933                                                                    | 225                                                                    | 164                                                                    |
| 2020                                                                   | 554                                                                    | 169                                                                    | 101                                                                    |
| 2021                                                                   | -                                                                      | -                                                                      | -                                                                      |
| 2022                                                                   | 875                                                                    | 328                                                                    | 221                                                                    |
| 2023                                                                   | 767                                                                    | 395                                                                    | 312                                                                    |
| 2024                                                                   | 774                                                                    | 355                                                                    | 242                                                                    |